# Katarzyna Klimkiewicz
Katarzyna Magdalena Klimkiewicz (ur. 25 kwietnia 1977 w Warszawie) – polska reżyserka i scenarzystka. Laureatka Europejskiej Nagrody Filmowej w kategorii najlepszy film krótkometrażowy,
Absolwentka Wydziału Reżyserii Państwowej Wyższej Szkoły Filmowej, Telewizyjnej i Teatralnej im. Leona Schillera w Łodzi (2001). Członkini Stowarzyszenia Filmowców Polskich i Europejskiej Akademii Filmowej.

## Filmografia

### Filmy fabularne
- 2021: Bo we mnie jest seks – reżyseria, scenariusz
- 2012: Flying Blind – reżyseria

### Filmy fabularne krótkometrażowe
- 2013: La Isla

- 2009: Hanoi - Warszawa – reżyseria, scenariusz, obsada aktorska

### Seriale fabularne
- 2021-2022: Brzydula 2 (odc. 111-115, 131-135, 156-160, 181-185, 231-235)
- 2013[1]: Czas honoru – reżyseria (odc. 66-78)
- 2015-2022: Pierwsza miłość – reżyseria (odc. 2138-2139, 2142, 2147, 2149-2150, 2153-2154, 2158, 2163, 2165, 2169-2182, 2184, 2186-2243, 2245-2246, 2268-2269, 2271-2272, 2274-2276, 2278-2280, 2284-2289, 2292, 2294-2299, 2301-2302, 2315, 2342-2355, 2357-2358, 2362-2363, 2366, 2374, 2377-2378, 2380, 2382-2383, 2388, 2390-2392, 2394-2405, 2407-2409, 2413, 2421-2423, 2425-2429, 2433-2434, 2442-2465, 2467-2495, 2503-2508, 2510, 2512, 2514, 2516-2520, 2522-2525, 2527-3392, 3395, 3420-3423, 3425-3426, 3430-3431, 3433, 3435, 3438)

### Filmy dokumentalne
- 2009: Nic do stracenia – reżyseria, scenariusz, montaż
- 2007: Wasserschlacht: The Great Border Battle – reżyseria
- 2003: Labirynt Krystiana Lupy – reżyseria, scenariusz

## Wybrane nagrody
- 2014: Nagroda za reżyserię na Festiwalu Filmów Kobiecych „Femina” w Rio de Janeiro za La Isla
- 2013: Grand Prix „Wielki Jantar” na Koszalińskim Festiwalu Debiutów Filmowych „Młodzi i Film” za Flying Blind
- 2013: Nagroda za reżyserię na Koszalińskim Festiwalu Debiutów Filmowych „Młodzi i Film” za Flying Blind
- 2013: Nagroda dziennikarzy na Koszalińskim Festiwalu Debiutów Filmowych „Młodzi i Film” za Flying Blind
- 2010: Nagroda za najlepszy film krótkometrażowy Koszalińskim Festiwalu Debiutów Filmowych „Młodzi i Film” za Hanoi - Warszawa
- 2010: Europejska Nagroda Filmowa w kategorii najlepszy film krótkometrażowy za Hanoi - Warszawa
- 2009: Nagroda Specjalna Jury w Konkursie Młodego Kina na Festiwalu Polskich Filmów Fabularnych w Gdyni za Hanoi - Warszawa